# La Perona
La Perona fou un antic barri de barraques de Barcelona que es trobava a la ronda de Sant Martí de Provençals, a un extrem del barri de la Verneda. Fou creat el 1947 i mai havia superat les 200 barraques fins que amb la desaparició del barri de Somorrostro i barris com el Torrent de l'Animeta de Montjuïc feren incrementar la població augmentant el nombre de barraques a 1.000, unes 5.000 persones. Fins al 1985 quedà un petit reducte de 55 barraques i el 1989 va desaparèixer definitivament i s'hi va construir el parc de Sant Martí.

## Història

### Inicis del barri
El barri es va començar a formar l'any 1947 quan famílies obreres d'Espanya que venien a buscar feina a Barcelona es van començar a establir en aquest assentament. El seu nom es deu a la visita d'Eva Duarte de Perón, primera dama argentina durant el mandat del seu marit Juan Domingo Perón, a Barcelona, ja que es deia que ajudaria als pobres de la ciutat. La ubicació es va escollir perquè era una zona no edificada i on la construcció no era extremadament complicada.
Les primeres edificacions es van fer en un sol carrer, i estaven fetes de maons i ciment. No havent arribat mai a superar les 200 barraques, als anys seixanta la situació econòmica millorava, cosa que va permetre a molts dels seus residents a llogar un pis per la Verneda o altres indrets de la ciutat.

### Arribada massiva de nous barraquistes
Quan l'Ajuntament de Barcelona va eliminar el Somorrostro va reallotjar molts d'aquests barraquistes en les barraques que s'havien quedat buides, i la Perona va començar a créixer amb més barraquistes expulsats d'altres assentaments, en la seva majoria gitanos.
La situació era molt dura, i les condicions de vida infrahumanes. Molts nous barraquistes tenien barraques d'una qualitat inferior de les que ja havien, fetes amb fustes i cartons. L'electricitat s'aconseguia dels cables que travessaven les vies del tren de forma molt rudimentària, i l'aigua d'una font propera, d'on anaven a abastir-se tots els veïns de la Perona. Els residents de la Perona eren també molt pobres, i molts s'havien de vestir amb roba trobada a les escombraries o anaven descalços. La higiene també era un gran problema al barri, i les plagues de paràsits o rates eren constants.
Mitjançant avançaven els anys i amb la fi del franquisme van començar els intents de l'administració per la integració dels veïns mitjançant iniciatives públiques o l'escolarització dels infants. Tot i això la tasca va ser complicada, i molts infants no anaven a l'escola. Això va ajudar al fet que gran part dels veïns fossin analfabets.

### Problemes amb el veïnat de la Verneda
La situació amb la resta del veïnat també va anar degradant-se amb el temps. En un inici era tranquil·la, però l'arribada d'altres barraquistes va complicar molt la relació amb els veïns de la Verneda. En els anys anteriors al seu enderrocament es van veure constants reclamacions cap a l'Ajuntament per posar-li fi, i l'acusaven de ser l'epicentre de la delinqüència i el tràfic de droga al barri. L'any 1982 es va estendre el rumor pel barri a prop que un gitano de la Perona havia violat a una noia i matat a la seva parella, i va ser el fet que va encendre el conflicte de veritat.
Centenars de veïns de la Verneda van sortir al carrer exigint el seu enderrocament (en el seu punt àlgid arribant a les 5.000 persones), tallant diàriament a finals de setembre l'actual Rambla Guipúscoa, una de les entrades a la ciutat. El 30 de setembre els antiavalots van intervenir per no permetre-ho més, i hi va haver 13 ferits entre manifestants i policies pel conflicte, que va escalar en una batalla campal, arribant a cremar-se un autobús públic durant els enfrontaments. Aquest fet no va ajudar en millorar les relacions, ni va aturar als veïns en les seves reivindicacions. Uns altres successos com aquests, tot i això, no van tornar a passar.

### Enderrocament del barri
En aquells anys el reallotjament dels veïns de la Perona va començar, i a poc a poc el barri va anar decreixent, fins que l'any 1989, pocs anys abans dels Jocs Olímpics del 92, van ser expulsats els últims veïns. Va ser un dels últims reductes barraquistes de la Ciutat. Actualment de l'antic barri no en queda res, i en el seu lloc s'hi situa el Parc de Sant Martí.